# Baai van Matanzas

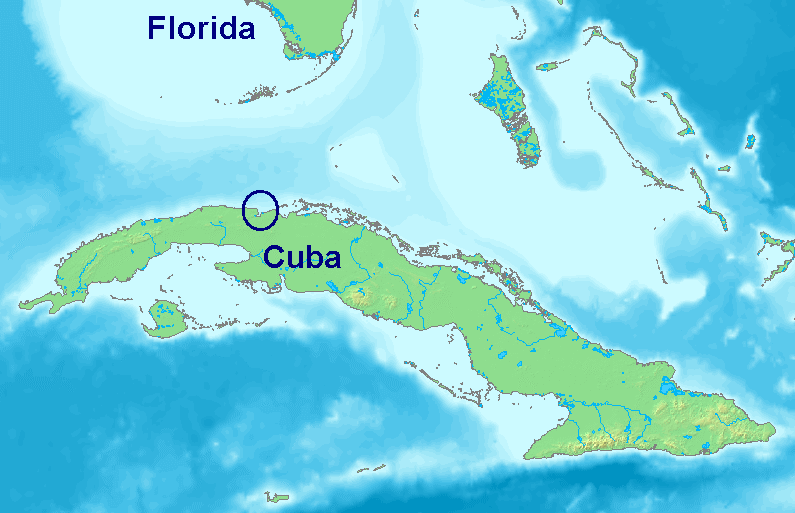
De Baai van Matanzas op Cuba

De Baai van Matanzas (Spaans: Bahia de Matanzas) is gelegen aan de noordkust van Cuba ongeveer 80 kilometer ten oosten van de hoofdplaats Havana. De baai is ongeveer 10 kilometer lang, 5 kilometer breed aan de zeezijde en kommavormig in zuidwestelijke richting. Aan de basis ervan ligt de havenplaats Matanzas. De baai is historisch bekend omdat hier de zeeheld Piet Hein zijn Spaanse matten buitmaakte.